# Djebel Touati
Le djebel Touati (arabe : جبل التواتي)  est une montagne située dans le gouvernorat de Kairouan, au centre de la Tunisie.
Il est au cœur d'une réserve naturelle créée en 1993 et couvrant une superficie de 961 hectares.